# Impérialine
L'impérialine est un alcaloïde toxique présent naturellement dans les bulbes des fritillaires. Chez l'homme, il peut provoquer des spasmes, vomissements, hypotension et arrêt cardiaque. Cette molécule fut extraite pour la première fois en 1929 des bulbes de l’espèce Fritillaria thunbergii, puis, dans la même année, des bulbes de l'espèce Fritillaria roylei, sous le nom de peiminine,. 